# Azzurra Volley Firenze 2024-2025
Questa voce raccoglie le informazioni riguardanti l'Azzurra Volley Firenze nelle competizioni ufficiali della stagione 2024-2025.

## Stagione
Nella stagione 2024-25 l'Azzurra Volley Firenze assume la denominazione sponsorizzata de Il Bisonte Firenze.
Partecipa per l'undicesima volta alla Serie A1; chiude la regular season di campionato al dodicesimo posto in classifica, rinunciando alla possibilità di partecipare ai play-off Challenge Cup.

## Organigramma societario
Area direttiva
- Presidente: Elio Sità
- Presidente onorario: Wanny Di Filippo
- Consigliere: Enzo Viani
- Dirigente: Valentina Tiloca
- Dirigente palasport: Antonio Meozzi, Alberto Lo Gaglio

Area tecnica
- Allenatore: Simone Bendandi (fino al 27 gennaio 2025), Federico Chiavegatti (dal 27 gennaio 2025)
- Assistente allenatore: Carlo Maria Mitti
- Scout man: Lorenzo Librio

Area comunicazione
- Addetto stampa: Andrea Pratellesi
- Social media: Lorenzo Basagni

Area sanitaria
- Medico: Cristina Scaletti
- Preparatore atletico: Maurizio Gardenghi
- Fisioterapista: Michele Savarese, Ricky Ronzoni

## Rosa
| N° | Nome                | Ruolo | Data di nascita   | Nazionalità sportiva |
| -- | ------------------- | ----- | ----------------- | -------------------- |
| 1  | Nausica Acciarri    | C     | 25 agosto 2004    | Italia               |
| 3  | Adhuoljok Malual    | O     | 14 novembre 2000  | Italia               |
| 4  | Božana Butigan      | C     | 19 agosto 2000    | Croazia              |
| 6  | Giulia Leonardi     | L     | 1º dicembre 1987  | Italia               |
| 7  | Ilaria Battistoni   | P     | 22 aprile 1996    | Italia               |
| 9  | Marina Giacomello   | O     | 1º aprile 2004    | Italia               |
| 10 | Stella Nervini      | S     | 10 settembre 2003 | Italia               |
| 11 | Giulia Mancini      | C     | 23 maggio 1998    | Italia               |
| 13 | Manuela Ribechi     | L     | 15 febbraio 2004  | Italia               |
| 16 | Indy Baijens        | C     | 4 febbraio 2001   | Paesi Bassi          |
| 17 | Bianca Lapini       | S     | 13 luglio 2002    | Italia               |
| 18 | Emma Cagnin         | S     | 26 giugno 2002    | Italia               |
| 19 | Beatrice Agrifoglio | P     | 1º gennaio 1994   | Italia               |
| 21 | Hanna Hryškevič     | S     | 8 febbraio 2000   | Bielorussia          |
| 33 | Marta Bechis        | P     | 4 settembre 1989  | Italia               |

## Mercato
| Acquisti                               | Acquisti          | Acquisti         | Acquisti   |
| R.                                     | Nome              | da               | Modalità   |
| -------------------------------------- | ----------------- | ---------------- | ---------- |
| P                                      | Marta Bechis      | Roma Club        | definitivo |
| C                                      | Božana Butigan    | Bergamo 1991     | definitivo |
| S                                      | Emma Cagnin       | Casalmaggiore    | definitivo |
| O                                      | Marina Giacomello | Adolfo Consolini | definitivo |
| S                                      | Hanna Hryškevič   | Bandung BJB      | definitivo |
| S                                      | Bianca Lapini     | Mondovì          | definitivo |
| O                                      | Adhuoljok Malual  | Pro Victoria     | definitivo |
| C                                      | Giulia Mancini    | Megavolley       | definitivo |
| S                                      | Stella Nervini    | Bergamo 1991     | definitivo |
| Trasferimenti nel corso della stagione |                   |                  |            |
| C                                      | Indy Baijens      | Savino Del Bene  | definitivo |

| Cessioni                               | Cessioni            | Cessioni        | Cessioni   |
| R.                                     | Nome                | a               | Modalità   |
| -------------------------------------- | ------------------- | --------------- | ---------- |
| S                                      | Lina Alsmeier       | AGIL            | definitivo |
| O                                      | Anastasija Černucha | Talmassons      | definitivo |
| S                                      | Ailama Cesé         | Bergamo 1991    | definitivo |
| S                                      | Mayu Ishikawa       | AGIL            | definitivo |
| S                                      | Alexandra Lazić     | Cuneo Granda    | definitivo |
| C                                      | Alessia Mazzaro     | AGIL            | definitivo |
| Trasferimenti nel corso della stagione |                     |                 |            |
| P                                      | Marta Bechis        | LOVB Atlanta    | definitivo |
| S                                      | Emma Cagnin         | Levallois Paris | definitivo |
| C                                      | Giulia Mancini      | Savino Del Bene | definitivo |
| L                                      | Manuela Ribechi     | Savino Del Bene | definitivo |

## Risultati

### Serie A1

#### Girone di andata
| 1ª giornata - 6 ottobre 2024 PalaWanny, Firenze               | Firenze      | 3 - 2 | Megavolley           | 27-25, 21-25, 19-25, 27-25, 15-12 |
| 2ª giornata - 13 ottobre 2024 PalaWanny, Firenze              | Firenze      | 0 - 3 | Savino Del Bene      | 22-25, 22-25, 23-25               |
| 3ª giornata - 20 ottobre 2024 PalaMaddalene, Chieri           | Chieri '76   | 3 - 2 | Firenze              | 25-13, 25-23, 22-25, 17-25, 15-12 |
| 4ª giornata - 26 ottobre 2024 PalaWanny, Firenze              | Firenze      | 3 - 0 | Pinerolo             | 25-23, 25-17, 25-22               |
| 5ª giornata - 30 ottobre 2024 Arena di Monza, Monza           | Pro Victoria | 3 - 2 | Firenze              | 25-16, 23-25, 21-25, 25-20, 15-13 |
| 6ª giornata - 3 novembre 2024 PalaWanny, Firenze              | Firenze      | 1 - 3 | AGIL                 | 21-25, 25-21, 21-25, 18-25        |
| 7ª giornata - 11 dicembre 2024 PalaCastagnaretta, Cuneo       | Cuneo Granda | 0 - 3 | Firenze              | 19-25, 26-28, 20-25               |
| 8ª giornata - 17 novembre 2024 PalaWanny, Firenze             | Firenze      | 3 - 2 | Roma Club            | 17-25, 25-20, 29-27, 17-25, 15-13 |
| 9ª giornata - 24 novembre 2024 PalaWanny, Firenze             | Firenze      | 1 - 3 | Black Angels Perugia | 25-15, 24-26, 17-25, 22-25        |
| 10ª giornata - 30 novembre 2024 PalaPiantanida, Busto Arsizio | UYBA         | 3 - 1 | Firenze              | 17-25, 25-20, 25-15, 25-19        |
| 11ª giornata - 4 dicembre 2024 PalaWanny, Firenze             | Firenze      | 0 - 3 | Talmassons           | 19-25, 26-28, 24-26               |
| 12ª giornata - 7 dicembre 2024 PalaVerde, Villorba            | Imoco        | 3 - 0 | Firenze              | 25-12, 25-22, 25-13               |
| 13ª giornata - 15 dicembre 2024 PalaWanny, Firenze            | Firenze      | 1 - 3 | Bergamo 1991         | 26-24, 20-25, 23-25, 17-25        |

#### Girone di ritorno
| 14ª giornata - 21 dicembre 2024 PalaCampanara, Pesaro                       | Megavolley           | 2 - 3 | Firenze      | 24-26, 25-19, 25-22, 19-25, 12-15 |
| 15ª giornata - 26 dicembre 2024 PalaWanny, Firenze                          | Savino Del Bene      | 3 - 1 | Firenze      | 27-29, 25-18, 25-13, 25-18        |
| 16ª giornata - 5 gennaio 2025 PalaWanny, Firenze                            | Firenze              | 1 - 3 | Chieri '76   | 22-25, 25-23, 20-25, 20-25        |
| 17ª giornata - 12 gennaio 2025 Palazzetto dello Sport, Villafranca Piemonte | Pinerolo             | 3 - 0 | Firenze      | 25-21, 25-18, 25-22               |
| 18ª giornata - 15 gennaio 2025 PalaWanny, Firenze                           | Firenze              | 1 - 3 | Pro Victoria | 20-25, 25-22, 17-25, 21-25        |
| 19ª giornata - 19 gennaio 2025 PalaTerdoppio, Novara                        | AGIL                 | 3 - 1 | Firenze      | 23-25, 25-22, 25-18, 27-25        |
| 20ª giornata - 26 gennaio 2025 PalaWanny, Firenze                           | Firenze              | 2 - 3 | Cuneo Granda | 25-23, 18-25, 25-18, 16-25, 9-15  |
| 21ª giornata - 2 febbraio 2025 Palazzetto dello Sport, Roma                 | Roma Club            | 3 - 1 | Firenze      | 25-14, 25-22, 22-25, 25-22        |
| 22ª giornata - 12 febbraio 2025 PalaEvangelisti, Perugia                    | Black Angels Perugia | 3 - 1 | Firenze      | 13-25, 25-21, 26-24, 25-23        |
| 23ª giornata - 16 febbraio 2025 PalaWanny, Firenze                          | Firenze              | 2 - 3 | UYBA         | 25-23, 24-26, 25-19, 26-28, 13-15 |
| 24ª giornata - 22 febbraio 2025 Palazzetto dello Sport, Latisana            | Talmassons           | 1 - 3 | Firenze      | 23-25, 27-25, 19-25, 22-25        |
| 25ª giornata - 25 febbraio 2025 PalaWanny, Firenze                          | Firenze              | 1 - 3 | Imoco        | 25-21, 22-25, 15-25, 23-25        |
| 26ª giornata - 1º marzo 2025 PalaFacchetti, Treviglio                       | Bergamo 1991         | 2 - 3 | Firenze      | 25-23, 25-21, 28-30, 18-25, 13-15 |

## Statistiche

### Statistiche di squadra
| Competizione | Punti | In casa | In casa | In casa | In trasferta | In trasferta | In trasferta | Totale | Totale | Totale |
| Competizione | Punti | G       | V       | P       | G            | V            | P            | G      | V      | P      |
| ------------ | ----- | ------- | ------- | ------- | ------------ | ------------ | ------------ | ------ | ------ | ------ |
| Serie A1     | 21    | 13      | 3       | 10      | 13           | 4            | 9            | 26     | 7      | 19     |
| Totale       | -     | 13      | 3       | 10      | 13           | 4            | 9            | 26     | 7      | 19     |

G = partite giocate; V = partite vinte; P = partite perse

### Statistiche dei giocatori
| Giocatore     | Serie A1 | Serie A1 | Serie A1 | Serie A1 | Serie A1 | Totale | Totale | Totale | Totale | Totale |
| Giocatore     | P        | PT       | AV       | MV       | BV       | P      | PT     | AV     | MV     | BV     |
| ------------- | -------- | -------- | -------- | -------- | -------- | ------ | ------ | ------ | ------ | ------ |
| N. Acciarri   | 26       | 97       | 67       | 17       | 13       | 26     | 97     | 67     | 17     | 13     |
| B. Agrifoglio | 22       | 107      | 4        | 7        | 6        | 22     | 107    | 4      | 7      | 6      |
| I. Baijens    | 11       | 102      | 81       | 15       | 6        | 11     | 102    | 81     | 15     | 6      |
| I. Battistoni | 18       | 15       | 3        | 9        | 3        | 18     | 15     | 3      | 9      | 3      |
| M. Bechis     | 5        | 8        | 1        | 3        | 4        | 5      | 8      | 1      | 3      | 4      |
| B. Butigan    | 26       | 192      | 103      | 78       | 11       | 26     | 192    | 103    | 78     | 11     |
| E. Cagnin     | 26       | 105      | 94       | 6        | 5        | 26     | 105    | 94     | 6      | 5      |
| H. Hryškevič  | 25       | 342      | 294      | 30       | 18       | 25     | 342    | 294    | 30     | 18     |
| M. Giacomello | 14       | 21       | 18       | 2        | 1        | 14     | 21     | 18     | 2      | 1      |
| B. Lapini     | 5        | 0        | 0        | 0        | 0        | 5      | 0      | 0      | 0      | 0      |
| G. Leonardi   | 24       | 0        | 0        | 0        | 0        | 24     | 0      | 0      | 0      | 0      |
| A. Malual     | 26       | 499      | 435      | 38       | 26       | 26     | 499    | 435    | 38     | 26     |
| G. Mancini    | 11       | 77       | 50       | 22       | 5        | 11     | 77     | 50     | 22     | 5      |
| S. Nervini    | 26       | 233      | 209      | 15       | 9        | 26     | 233    | 209    | 15     | 9      |
| M. Ribechi    | 8        | 0        | 0        | 0        | 0        | 8      | 0      | 0      | 0      | 0      |

P = presenze; PT = punti totali; AV = attacchi vincenti; MV = muri vincenti; BV = battute vincenti